# Blinder Höhlenwels
Der Blinde Höhlenwels oder Höhlenwels (Clarias cavernicola), im englischen golden cave catfish (Goldener Höhlenwels), ist eine vom Aussterben bedrohte Art der Raubwelse. Die Art lebt ausschließlich in der Aigamas-Höhle, in der Region Otjozondjupa in Namibia. Berichte der Art aus dem nahegelegenen Drachenhauchloch beruhen auf Irrtümern. Damit ist der Höhlenwels der seltenste Fisch des südlichen Afrika. Der Artzusatz cavernicola, von lateinisch caverna, Höhle und colere, (be)wohnen, bezieht sich auf den Lebensraum und die Lebensweise. Es ist unbekannt, wie die Art in das Gewässer in der Höhle gelangt ist. Der nächste Fluss ist 250 km entfernt, im 26 km entfernten Lake Guinas kommen keine Clarias Arten vor.

## Merkmale
Der langgestreckte und schlanke Höhlenwels erreicht eine maximale Standardlänge von 16,1 cm. Wie die meisten höhlenbewohnenden Fische ist die Art unpigmentiert. Die Haut ist cremefarben und überwaschen mit Rosa oder Goldgelb. Die Augen sind unterschiedlich entwickelt, manchen Exemplaren fehlen sie vollständig. Oft sind sie in der Augenhöhle eingesunken und von mehr oder weniger undurchsichtiger Haut überdeckt. Bei Sicht auf den Rücken ist der Kopf rechteckig, die Schnauze breit gerundet. Es sind 4 Paare Barteln vorhanden. Die an der Nase erreichen 3/4 bis eine Kopflänge, die am Oberkiefer das 1 1/4- bis 1 1/2-fache der Kopflänge, die äußeren am Unterkiefer etwa 1 1/6 und die inneren 5/6 bis fast eine Kopflänge. Die Seitenlinie ist unvollständig und endet vor dem Bereich der Schwanzflosse.
Die Rückenflosse (Dorsale) reicht bis über die Basis, die Afterflosse (Anale) bis unter die Basis der rundlichen Schwanzflosse (Caudale). Die Brustflossen (Pectorale) sind kurz und rundlich, der vorderste Stachelstrahl ist entlang der Innenseite gesägt. Die hinter dem Bauch liegenden Bauchflossen (Ventrale) sind kurz. Skelton und Teugels geben für die Rückenflosse 64 bis 76 und für die Afterflosse 51 bis 64 Flossenstrahlen an, Trewavas zählte 72 bis 76 Strahlen in der Rückenflosse und 60 bis 73 Strahlen in der Afterflosse.
- Flossenformel nach Fishbase: Dorsale 71–76, Anale 61–66.[1]

## Lebensraum und Lebensweise
Die Höhle liegt 81 m unter der Oberfläche der Umgebung, im ersten Abschnitt kann über Kamine etwas Sonnenlicht einfallen und die Luft zirkulieren. Die Wasseroberfläche ist 18 m lang und 2,5 m breit. Temperaturmessungen im Februar und Mai ergaben eine Temperatur von ca. 27 °C von der Oberfläche bis in Tiefen von 40 m. Die Oberfläche ist mit weiteren unterirdischen Gewässern in der Nähe nicht verbunden, unterirdische Verbindungen sind jedoch wahrscheinlich. Alle Höhlenbecken liegen in dauerhafter Dunkelheit. In den neu erkundeten Höhlengewässern wurden ebenfalls Welse entdeckt, möglicherweise handelt es sich bei allen Tieren um eine Population.
Der Höhlenwels lebt in Nähe der Wasseroberfläche im freien, klaren Wasser über Felsbänken. Selten bewegt er sich in Tiefen über 15 m. Über die Lebensweise des Welses ist sehr wenig bekannt. Er ernährt sich von den Ausscheidungen der in der Höhle schlafenden Fledermäuse sowie von toten Tieren und Insekten, die in das Wasser gefallen sind. Nach einer 2019 veröffentlichten Studie jagen die Tiere auch die häufig in der Höhle vorkommende endemische Assel Namibianira aigamasensis. Die Fortpflanzung wurde in der Natur noch nicht beobachtet. Versuche, diesen Höhlenwels in Gefangenschaft zu vermehren, scheiterten. Durch die Injektion von Hypophysen-Extrakt konnten Weibchen zum Bilden von Eiern angeregt werden. Jedes Weibchen produzierte etwa 50 klebrige Eier mit fast durchsichtigem, grünlichen Dotter.

## Gefährdung
Die Populationsgröße ist nicht bekannt. 1986 wurde ein Bestand von 150 bis 200, 1995 von 200 bis 400 Tieren angenommen. Der Wasserspiegel sinkt durch Wasserentnahme stetig, weshalb die Welse vom Aussterben bedroht sind.

## Forschungsgeschichte
Möglicherweise erfolgten die ersten Aufzeichnungen über die Art zwischen 1917 und 1919 von den Geologen Jaeger und Waibel, gesammelt wurde der Höhlenwels jedoch erstmals von dem Entomologen Karl Jordan, der die Höhle 1921 besuchte. Wissenschaftlich erstbeschrieben wurde Clarias cavernicola 1936 von der Zoologin und Ichthyologin Ethelwynn Trewavas, der die von Jordan auf seiner Expedition nach Angola und Südwestafrika gesammelten und im Britischen Natural History Museum befindlichen Fische „zur Beschreibung anvertraut wurden, nachdem Mr. Norman sie vorläufig Bestimmt hatte“. Die Erstbeschreibung erfolgte auf Basis von 6 Exemplaren, 12 weitere Exemplare lagen ihr vor. Aus der Serie von lediglich noch 5 Syntypen wies Teugels 1986 der Art Lectotyp (nachträglich als namenstragenden Typus bestimmtes Exemplar) und Paralectotypen zu.